# Larry Johnson (giocatore di football americano 1979)
Larry Alphonso Johnson jr. (La Plata, 19 novembre 1979) è un ex giocatore di football americano statunitense che ha giocato nel ruolo di running back nella National Football League (NFL).

## Carriera universitaria
Ha giocato con i Penn State Nittany Lions squadra rappresentativa della Penn State University

### Kansas City Chiefs
Al draft NFL 2003 è stato selezionato come 27ª scelta assoluta dai Kansas City Chiefs e ha debuttato nella NFL il 21 settembre 2003 contro gli Houston Texans indossando la maglia numero 27. Negli anni successivi incrementa maggiormente le sue doti e ottiene grandi risultati.
Il 21 agosto 2007 firma un contratto di 6 anni per 45 milioni di dollari di cui 19 milioni garantiti che lo fa uno dei giocatori più pagati di quel tempo nel suo ruolo. Nelle stagioni successive perde il suo posto da titolare.
Di fatto il 4 novembre 2009 è stato svincolato.

### Cincinnati Bengals
Il 17 novembre 2009 ha firmato con i Bengals un contratto di un anno, ma solamente come riserva.

### Washington Redskins
Dopo esser diventato unrestricted free agent, il 12 marzo 2010 firma con i Washington Redskins un contratto di 3 anni per 12 milioni di dollari in totale in base agli incentivi. Il 21 settembre però viene svincolato.

### Miami Dolphins
Il 23 agosto 2011 ha firmato con i Dolphins, ha preso il numero di maglia 23.

## Palmarès
- (2) Pro Bowl (2005, 2006)
- (1) First-team All-Pro (2006)
- (1) Second-team All-Pro (2005)
- (3) Running back della settimana (13a e 17a settimana della stagione 2005, 4a settimana della stagione 2008).
- Doak Walker Award (2002)

## Statistiche
| Partite totali             | 84    |
| Partite totali da titolare | 55    |
| Yard su ricezione          | 1.373 |
| Touchdown su ricezione     | 6     |
| Yard su corsa              | 6.221 |
| Touchdown su corsa         | 55    |